# Stonewall (Reino Unido)
A Stonewall (oficialmente Stonewall Equality Limited) é uma organização não governamental de direitos LGBT, localizada no Reino Unido. Fundada em 24 de maio de 1989, foi nomeada em referência às séries de manifestações ocorridas na Rebelião de Stonewall, localizadas em Greenwich Village, Nova Iorque. Reconhecida como a maior organização em defesa dos direitos LGBT na Europa, sua criação foi uma resposta de ativistas contra a Cláusula 28, aprovada pelo Parlamento do Reino Unido em 1988. Entre seus fundadores, está o ator Ian McKellen. Apesar de ter diversificado sua atuação na política do país após a subida ao poder do Partido Trabalhista em 1997, a Stonewall manteve-se como um grupo de interesse.